# Reinhardtův–Zimmermannův roztok
Reinhardtův–Zimmermannův roztok se využívá při manganometrickém stanovení sloučenin železa. Obsahuje H2SO4 (slouží k okyselení), H3PO4 (k odbarvení vznikajících rezavých Fe3+ iontů) a MnSO4 (katalyzátor). Tato směs se přidává do roztoku před titrací.
5 Fe2+ + MnO -
4  + 8 H+ → Mn2+ + 5 Fe3+ + 4H2O